# Jealousy Incarnate
Jealousy Incarnate (hangul: 질투의 화신; rr: Jiltueui Hwasin; também conhecido como Don't Dare to Dream) é uma telenovela sul-coreana exibida pela SBS de 24 de agosto a 10 de novembro de 2016, com um total de 24 episódios. É estrelada por Gong Hyo-jin, Jo Jung-suk, Go Kyung-pyo, Lee Mi-sook, Park Ji-young, Lee Sung-jae e Seo Ji-hye. Seu enredo refere-se ao relacionamento de uma garota do tempo e um âncora de notícias, que conecta-se a uma intensa competição em uma emissora de televisão.

## Enredo
A garota do tempo Pyo Na-ri (Gong Hyo-jin) e o âncora de notícias Lee Hwa-shin (Jo Jung-suk), são colegas de longa data na emissora SBC, que possui uma forte concorrência entre seus profissionais. Na-ri possui um amor não correspondido por Hwa-shin há três anos, mas as coisas mudam quando ela conhece Go Jung-won (Go Kyung-pyo), um herdeiro chaebol e melhor amigo de Hwa-shin, que se apaixona por ela.

## Elenco

### Elenco principal
- Gong Hyo-jin como Pyo Na-ri

Graduada em uma faculdade sem prestígio e sem conexões, ela torna-se uma garota do tempo na SBC. Apesar de possuir muitas inseguranças, continua trabalhando arduamente para conseguir manter seu lugar na emissora.
- Jo Jung-suk como Lee Hwa-shin[1]

É um famoso âncora de notícias e repórter da SBC. Ele possui uma personalidade orgulhosa e competitiva, o que o faz ficar com ciúmes quando Na-ri - que mantinha um amor não correspondido por ele durante três anos - e seu melhor amigo Go Jung-won, começam a adquirir interesse um pelo outro.
- Go Kyung-pyo como Go Jung-won[2]

É chefe de uma editora e herdeiro chaebol de uma grande corporação que gerencia diversas marcas de roupas de luxo. Ele apaixona-se à primeira vista por Na-ri.
- Lee Mi-sook como Kye Sung-sook

Uma repórter que tornou-se âncora. É a primeira esposa de Jong-shin e mãe de Ppal-gang.
- Park Ji-young como Bang Ja-young

Chefe do departamento de apresentadores de telejornal e da SBC. É a segunda esposa de Jong-shin.
- Lee Sung-jae como Kim Rak

Proprietário e chefe de um restaurante, ele é um homem gentil e atencioso, que cuida dos inquilinos do imóvel que possui como uma família.
- Seo Ji-hye como Hong Hye-won

Filha do Secretário Presidencial para Assuntos Públicos e de uma âncora de notícias, ela é inteligente e competente em sua carreira.

### Elenco de apoio
- Moon Ga-young como Lee Ppal-gang, sobrinha de Lee Hwa-shin
- Kim Jung-hyun como Pyo Chi-yeol, irmão de Pyo Na-ri
- Ahn Woo-yeon como Oh Dae-goo
- Park Jung-soo como mãe de Lee Hwa-shin
- Yoon Da-hoon como Lee Jong-shin, irmão de Hwa-shin e pai de Ppal-gang
- Choi Hwa-jung como Kim Tae-ra, mãe de Go Jung-won e irmã de Kim Rak
- Park Sung-hoon como secretário Cha
- Bae Hae-sun como Keum Suk-ho, ginecologista
- Park Jin-joo como enfermeira Oh Jin-joo

| Pessoas da emissora SBC - Kwon Hae-hyo como Oh Jong-hwan - Jung Sang-hoon como Choi Dong-ki - Yoo Jae-myung como Uhm Ki-dae - Park Hwan-hee como Keum Soo-jung - Park Eun-ji como Park Jin - Seo Yoo-ri como Hong Ji-min - Kim Ye-won como Na Joo-hee - Jun Ji-an como Im Soo-mi - Yoo Jung-rae como Kan Mi-young - Lee Chae-won como Yang Sung-sook - Park Seo-young como Jang Hee-soo - Sung Chang-hoon como New agency staff - Lee Myung-haeng como âncora das notícias das sete. | Pessoas da Rak Villa - Seo Eun-soo como Ri Hong-dan, madrasta de Na-ri e Chi-yeol - Sul Woo-hyung como Pyo Bum, meio-irmão de Na-ri - Suh Hyun-suk como Lee Seung-han |

### Participações especiais
- BamBam como rapaz do clube da Tailândia (Ep. 1)[3]
- Vivian Cha como namorada do rapaz (Ep. 1)
- Yoo Jae-myung como âncora de notícias
- Lee Jung-eun como médica a rastrear câncer de mama
- Oh Se-deuk como chefe do restaurante chinês
- Jung Kyung-sun como mãe de Pyo Na-ri
- Han Ji-min como Han Ji-min, pretendente no encontro as cegas de Hwa-shin (Ep. 11)
- Kim Kyung-ran como apresentador e julgador do recrutamento aberto (Ep. 14)
- Ahn Hye-kyung como candidata a apresentadora de telejornal (Ep. 14)
- Jun Hyun-moo como candidato a apresentador de telejornal (Ep. 14)
- Oh Jung-yeon como candidata a apresentadora de telejornal (Ep. 14)
- Kim Yoon-sang como candidato a apresentador de telejornal (Ep. 14)
- Lee Sun-kyun como pretendente no encontro as cegas de Na-ri (Voz) (Ep. 15)
- Ko Sung-hee como Hong Soo-young, primeiro amor de Hwa-shin e Jung-won (Ep. 17)

## Trilha sonora
| N.º | Título                                               | Artista(s)              | Duração |  |
| 1.  | "Did You Ride UFO? (UFO 타고 왔니 ?)"                | Heize, Go Young-bae     | 3:47    |  |
| 2.  | "Lovesome"                                           | Ra.D                    | 3:52    |  |
| 3.  | "Step Step"                                          | Suran                   | 4:13    |  |
| 4.  | "Would You Come to Me (내게 올래요)"                 | Brother Su              | 3:41    |  |
| 5.  | "Bye, Autumn"                                        | Saltnpaper              | 4:00    |  |
| 6.  | "Melting"                                            | April 2nd               | 3:32    |  |
| 7.  | "Yes! Love"                                          | Kim Hyun-ah (Lalasweet) | 3:24    |  |
| 8.  | "Because Of You (너 때문에)"                         | Kim Tae-woo (g.o.d)     | 4:11    |  |
| 9.  | "Mon Tue Wed Thu Fri Sat Sun (월화수목금토일)"       | J Rabbit                | 3:20    |  |
| 10. | "Only Going Far Away"                                | Unknown dress           | 4:20    |  |
| 11. | "With You (연애 좀 할까)"                            | Kwon Jin-ah             | 3:31    |  |
| 12. | "Don't Explain"                                      | My-Q                    | 3:45    |  |
| 13. | "Jealousy Incarnate (질투의 화신)"                   | April 2nd               | 3:33    |  |
| 14. | "Did You Ride UFO? (UFO 타고 왔니?)" (Acoustic Ver.) | Heize                   | 3:34    |  |
| 15. | "I See You"                                          | Peanuts Butter          | 3:34    |  |
| 16. | "Melted (녹아내린다)"                                | April 2nd               | 2:30    |  |
| 17. | "No! No! No!"                                        | Vários artistas         | 1:25    |  |
| 18. | "Pit a Pat (두근 두근)"                              | Vários artistas         | 2:01    |  |
| 19. | "Between Friendship and Love (우정과 사랑 사이)"     | Vários artistas         | 3:03    |  |
| 20. | "Rock Villa Girls (락빌라 그녀들)"                   | Vários artistas         | 1:37    |  |
| 21. | "Coward and Miserable (찌질하고 처량한)"             | Vários artistas         | 1:31    |  |
| 22. | "Their Love Law (그들만의 사랑법)"                   | Vários artistas         | 2:05    |  |
| 23. | "Jealous (질투)"                                     | Vários artistas         | 3:07    |  |
| 24. | "With Dad With Me (아빠하고 나하고)"                 | Vários artistas         | 1:17    |  |

## Recepção
Na tabela abaixo, os números azuis representam as audiências mais baixas e os números vermelhos representam as audiências mais elevadas.
| Episódio | Data de transmissão    | Audiência média | Audiência média              | Audiência média | Audiência média              |
| Episódio | Data de transmissão    | TNmS            | TNmS                         | AGB Nielsen     | AGB Nielsen                  |
| Episódio | Data de transmissão    | Em todo o país  | Região Metropolitana de Seul | Em todo o país  | Região Metropolitana de Seul |
| -------- | ---------------------- | --------------- | ---------------------------- | --------------- | ---------------------------- |
| 1        | 24 de agosto de 2016   | 6.9%            | 8.8%                         | 7.3%            | 8.1%                         |
| 2        | 25 de agosto de 2016   | 7.9%            | 9.1%                         | 8.3%            | 9.2%                         |
| 3        | 31 de agosto de 2016   | 8.0%            | 10.3%                        | 8.7%            | 10.1%                        |
| 4        | 1 de setembro de 2016  | 8.6%            | 10.0%                        | 9.1%            | 9.9%                         |
| 5        | 7 de setembro de 2016  | 8.2%            | 10.0%                        | 9.9%            | 11.2%                        |
| 6        | 8 de setembro de 2016  | 8.2%            | 10.0%                        | 9.2%            | 10.7%                        |
| 7        | 14 de setembro de 2016 | 7.6%            | 9.1%                         | 8.1%            | 9.1%                         |
| 8        | 15 de setembro de 2016 | 10.3%           | 11.5%                        | 10.1%           | 11.9%                        |
| 9        | 21 de setembro de 2016 | 10.1%           | 13.1%                        | 12.3%           | 13.5%                        |
| 10       | 22 de setembro de 2016 | 10.2%           | 12.9%                        | 13.2%           | 14.8%                        |
| 11       | 28 de setembro de 2016 | 10.2%           | 11.9%                        | 12.1%           | 13.5%                        |
| 12       | 29 de setembro de 2016 | 11.4%           | 13.6%                        | 12.3%           | 13.5%                        |
| 13       | 5 de outubro de 2016   | 9.5%            | 11.6%                        | 11.9%           | 13.2%                        |
| 14       | 6 de outubro de 2016   | 11.8%           | 14.1%                        | 12.6%           | 13.9%                        |
| 15       | 12 de outubro de 2016  | 10.2%           | 12.8%                        | 11.2%           | 11.8%                        |
| 16       | 13 de outubro de 2016  | 11.2%           | 13.1%                        | 11.7%           | 12.9%                        |
| 17       | 19 de outubro de 2016  | 9.8%            | 12.7%                        | 11.3%           | 12.9%                        |
| 18       | 20 de outubro de 2016  | 10.4%           | 12.6%                        | 11.8%           | 13.1%                        |
| 19       | 26 de outubro de 2016  | 8.8%            | 11.7%                        | 10.2%           | 11.5%                        |
| 20       | 27 de outubro de 2016  | 10.0%           | 12.1%                        | 10.2%           | 11.4%                        |
| 21       | 2 de novembro de 2016  | 9.1%            | 11.3%                        | 9.7%            | 10.7%                        |
| 22       | 3 de novembro de 2016  | 10.0%           | 12.1%                        | 10.6%           | 11.6%                        |
| 23       | 9 de setembro de 2016  | 8.0%            | 10.4%                        | 9.4%            | 10.2%                        |
| 24       | 10 de novembro de 2016 | 9.8%            | 11.7%                        | 11.0%           | 11.8%                        |
| Média    | Média                  | 9.4%            | 11.5%                        | 10.5%           | 11.7%                        |

## Prêmios e indicações
| Ano  | Prêmio               | Categoria                                                       | Beneficiário                | Resultado |
| ---- | -------------------- | --------------------------------------------------------------- | --------------------------- | --------- |
| 2016 | Asia Artist Awards   | Prêmio de Melhor Artista, Ator                                  | Jo Jung-suk                 | Indicado  |
| 2016 | SBS Drama Awards     | Grande Prêmio (Daesang)                                         | Jo Jung-suk                 | Indicado  |
| 2016 | SBS Drama Awards     | Prêmio Top Excelência, Ator em Drama de Comédia Romântica       | Jo Jung-suk                 | Venceu    |
| 2016 | SBS Drama Awards     | Prêmio Top Excelência, Ator em Drama de Comédia Romântica       | Go Kyung-pyo                | Indicado  |
| 2016 | SBS Drama Awards     | Prêmio Top Excelência, Atriz em Drama de Comédia Romântica      | Gong Hyo-jin                | Venceu    |
| 2016 | SBS Drama Awards     | Prêmio Top Excelência, Atriz em Drama de Comédia Romântica      | Lee Mi-sook                 | Indicado  |
| 2016 | SBS Drama Awards     | Prêmio de Atuação Especial, Ator em Drama de Comédia Romântica  | Jung Sang-hoon              | Indicado  |
| 2016 | SBS Drama Awards     | Prêmio de Atuação Especial, Atriz em Drama de Comédia Romântica | Seo Ji-hye                  | Venceu    |
| 2016 | SBS Drama Awards     | Prêmio de Atuação Especial, Atriz em Drama de Comédia Romântica | Bae Hae-seon                | Indicado  |
| 2016 | SBS Drama Awards     | Prêmio de Estrela K-Wave                                        | Jo Jung-suk                 | Indicado  |
| 2016 | SBS Drama Awards     | Prêmio de Estrela K-Wave                                        | Gong Hyo Jin                | Indicado  |
| 2016 | SBS Drama Awards     | Melhor Casal                                                    | Jo Jung-suk & Gong Hyo-jin  | Indicado  |
| 2016 | SBS Drama Awards     | Melhor Casal                                                    | Lee Mi-sook & Park Ji-young | Indicado  |
| 2016 | SBS Drama Awards     | Prêmio Top 10 Estrelas                                          | Jo Jung-suk                 | Venceu    |
| 2016 | SBS Drama Awards     | Prêmio de Nova Estrela                                          | Go Kyung-pyo                | Venceu    |
| 2016 | SBS Drama Awards     | Prêmio da Academia de Ídolo – Melhor Beijo                      | Jo Jung-suk & Gong Hyo-jin  | Indicado  |
| 2017 | Baeksang Arts Awards | Melhor Ator                                                     | Jo Jung-suk                 | Indicado  |

## Transmissão internacional
- Em Taiwan, sua exibição ocorreu de 4 de dezembro de 2016 a 19 de fevereiro de 2017 através da CTV Main Channel, todos os domingos às 22:00. Mais tarde, a emissora Videoland Channel passou a exibir em sua grade de 28 de março de 2017 a 16 de maio de 2017, de segunda a sexta-feira, às 22:00.
- No Japão, foi exibida pela KNTV todos os sábados às 20:45 de 22 de outubro de 2016 a 14 de janeiro de 2017.
- Na Malásia, sua exibição se deu pela Shuang Xing de 4 de março de 2017 a 22 de abril de 2017, todos os domingos às 21:00.
- Nas Filipinas, sua transmissão iniciou-se em 3 de dezembro de 2018, na GMA Network, como parte dos quinze anos do GMA The Heart of Asia, sob o título Don't Dare To Dream.